# 水窪川 (東京都)
水窪川（みずくぼかわ）は、東京都豊島区・文京区を流れていた河川。現在は暗渠化されている。

## 概要
東池袋に源を発する。現在は美久仁小路となっている。比較的暗渠化され、その上を道路が整備されている。下流部は弦巻川と併流し、神田川に合流する。上流部の地名を由来としており、都電荒川線の東池袋四丁目停留場もかつては水久保停留所であった。
巣鴨プリズンからの下水口が遺構として残っている。また、後世に川の存在を伝える目的で「水窪川の碑」が流路に残っている。